# Per Wizén
Per Wizén, folkbokförd Per Eric Wisén, född 6 maj 1966 i Norrköpings Borgs församling, Östergötlands län, är en svensk konstnär. 
Per Wizén arbetar med kollage baserade på verk av kända klassiska konstnärer, som till exempel Caravaggio. 
År 2006 erhöll Wizén Edstrandska stiftelsens stipendium. 2013–2014 var han föremål för en separatutställning på Skissernas museum i Lund.